# 奈須恒徳
奈須 恒徳（なす つねのり、安永3年（1774年） - 天保12年（1841年）は、江戸時代の医師。

## 来歴
字は士常、通称は玄盅、号は柳村。幕府の医官である田沢安久の二男として生まれる。寛政4年（1792年）に同じ医官である奈須恒隆の婿養子となり、奈須家を継ぐ。
19歳で多紀家の医学館に入り、多紀元徳（藍渓）と多紀元簡（桂山）に学ぶが、その学流の考証学に満足できなかった。奈須家の祖先である恒昌が曲直瀬道三（一渓）門下だったことから。
「此國ニ生レテハ自ヲ此國ノ風アレバナリ。且つ祖トスル所ハ一渓先生ナリ、
己ニ一渓學ヲ宗トスル以上ハ唐山ノ書籍ハ一層隔タル趣アリ、夫故ニ國ノ医書ニ専パラ心ヲ用ヒタリ。」と抱負を述べて、古医書の研究に専念した。
一渓道三流を宗とし、古医書の探討、校正に尽力、室町時代、それ以前の医書約35部を補修した。古医書の保存に尽力したのみならず、『本朝医談』など多くの医学に関する著述を残した。『本朝医談』の序は大石千引が、『本朝医談二編』の序文は天野政徳が書いている。
尾張藩医第五代浅井図南の『扁鵲倉公列伝割解』(史記第105巻)を補修するなど、漢文学にも詳しかった。晋代の王叔和による脈診書である『脈経』、紀元280年に皇甫謐によって書かれた現存する最古の鍼灸医学書『甲乙経』、漢方で薬用とする植物をまとめた『本草学』、陰陽五行・鍼灸・脈に関する中国最古の医書『素問』の講義を集めた『四経講義』を文政元年（1818年）に書いている。

## 系譜
奈須家は式部少丞家恒が、明応元年（1492年）に後土御門天皇によって越前守に任ぜられ、代々外科を業とした。
- 奈須恒昌　民部卿、玄竹、久昌院、御医。曲直瀬道三に就き医を学び、寛永10年（1633年）徳川秀忠に拝謁し、以降の奈須家当主は代々久昌院を名乗る。正保4年（1647年）法眼に叙し、萬治2年（1659年）に法印に進んだ[9]。
- 奈須恒孝　恒昌の子、玄格、御医。慶安4年（1651年）徳川家綱に拝謁、父・恒昌に先立つ。
- 奈須恒干　恒孝の子、春竹、玄竹、兵部卿。元禄12年（1699年）法眼となる。岳父は典薬頭の今大路兵部大輔親俊（曲直瀬玄朔曽孫）。
- 奈須良音　恒干の子、番医。享保7年（1722年）徳川吉宗にはじめて拝謁。
- 奈須良種　良音の婿養子、番医。実父は奥医師・内田玄寿惟言（法眼、内田宗春家6代、奥医師・坂上池院宗説（法印）の弟・坂宗真の三男[10]）
- 奈須恒隆　良種の子、恒徳の岳父。

## 著書・編書
- 『本朝医談』,伊勢屋忠右衛門,文政5
- 『本朝医談二編』,刊,文政13刊
- 『豹斑録』,刊,刊年不明